# Tantilla deviatrix
Tantilla deviatrix este o specie de șerpi din genul Tantilla, familia Colubridae, descrisă de Barbour 1916. Conform Catalogue of Life specia Tantilla deviatrix nu are subspecii cunoscute.